# Cirrospilus jiangxiensis
Cirrospilus jiangxiensis är en stekelart som beskrevs av Mao-Ling Sheng och Wang 1992. Cirrospilus jiangxiensis ingår i släktet Cirrospilus och familjen finglanssteklar. Inga underarter finns listade i Catalogue of Life.